# مادربزرگ (بازی ویدئویی)
مادربزرگ (به انگلیسی: Granny، گرنی) یک بازی ویدئویی ترس و بقا است.این بازی توسط دنیس ووکانوویچ، با نام دی‌وی‌لوپر (به انگلیسی: DVloper) به عنوان اسپین‌آف سری قبلی اسلندرینا (به انگلیسی: Slendrina) توسعه یافته و منتشر شده‌است. بازی شامل یک قهرمان اصلی ناشناس است که در یک خانه حبس شده‌است، در حالی که «مادربزرگ» مواظب است تا کسی از خانه بیرون نرود. قهرمان بازی تا مدت پنج روز فرصت برای فرار دارد و پس از آن توسط مادربزرگ کشته می‌شود. نسخه دوم با عنوان مادربزرگ: قسمت دوم با اضافه شدن شخصیت پدربزرگ در سال ۲۰۱۹ و نسخه سوم با عنوان مادربزرگ ۳ در سال ۲۰۲۱ انتشار یافت.
این بازی پس از انتشار از طریق سیستم عامل‌های مختلف رسانه‌ای مانند توییچ، یوتیوب و سایر منابع رسانه‌های اجتماعی، مورد توجه بسیاری قرار گرفت.
تریلر این بازی در یوتیوب بیش از ۱۵۰ میلیون بار مشاهده شده است، همچنین بازی گرنی ورژن اول و دوم در گوگل پلی بیش از صد میلیون بار دانلود شده است.

## داستان
داستان بازی مادربزرگ ۱ :داستان بازی در نسخه موبایل ذکر نشده‌است. در نسخه پی‌سی، بازی با صحنه‌ای کوتاه از قدم زدن بازیکن در جنگل شروع می‌شود. بازیکن خانه مادربزرگ را پیدا می‌کند و چندی بعد توسط مادربزرگ مورد حمله قرار می‌گیرد. بازیکن در تخت‌خواب بیدار می‌شود، و بازی شروع می‌شود. طبق یادداشتی که در داخل زیرزمین یافت می‌شود، بازیکن اولین شخصی نیست که در دام مادربزرگ افتاده‌است. مشخص نیست که آیا بازدید کنندگان قبلی از خانه فرار کرده‌اند یا نه، اما یادداشت نشان می‌دهد که آنها به شدت آسیب دیده‌اند و می‌دانند که شانس کمی برای فرار دارند.
داستان بازی مادربزرگ ۲ : داستان این بازی در نسخه پی سی اینگونه است که فرد در خانه خودش توسط مادربزرگ ربوده می‌شود و به خانه مادر بزرگ و پدربزرگ میرود.
داستان بازی مادربزرگ ۳ : بازیکن وارد عمارت مادربزرگ می‌شود و آنجا پدر بزرگ با شاتگانش او را می‌زند

## دنباله‌ها

### مادربزرگ: قسمت دوم
بازی دوم، مادربزرگ: قسمت دوم (به انگلیسی: Granny: Chapter Two)، برای اندروید در ۶ سپتامبر ۲۰۱۹، آی‌اواس روز بعد و در مایکروسافت ویندوز در ۳۰ دسامبر همان سال منتشر شد. در قسمت جدید از بازی مادربزرگ، همسر او یعنی پدربزرگ کنار او نیز وجود دارد و باهم در خانه هستند! پدربزرگ شنوایی کمی دارد و به سختی می‌شنود. مادربزرگ در خانه پیانو می‌زند. در آشپزخانه رادیویی وجود دارد که پدربزرگ برای اوقات فراغت آن را روشن می‌کند، سپس موزیکی پاپ پخش می‌شود و پدربزرگ شروع به رقصیدن می‌کند!
شبیه قسمت اول، بازیکن بار دیگر در خانه‌ای گیر افتاده‌است. مادربزرگ: قسمت دوم همچنین یک آنتاگونیست ثانویه به نام پدربزرگ معرفی می‌شود که توانایی شنوایی محدودی دارد و با اکثر صداها هشدار نخواهد داد. بازیکن همچنین می‌تواند بین مادربزرگ یا پدربزرگ تنها یک‌کدام را برای بازی انتخاب کند.
چندین مورد و سلاح جدید در این بازی وجود دارد و علاوه بر فرار از در جلو، بازیکن می‌تواند از طریق هلی‌کوپتر یا قایق موتوری نیز فرار کند. همچنین دو هیولای جدید وجود دارد که بازیکن را تهدید می‌کند. این بازی آخرین بار در تاریخ ۳ آوریل ۲۰۲۰ به روز شد. در ابتدا نظرات مثبتی دریافت کرد.از این قسمت حمایت زیادی نشد ولی ۵۰ میلیون نصب هم واکنش خوبی بود.

### مادربزرگ ۳
دنباله دوم، به عنوان مادربزرگ ۳}}انگلیسی|Granny: Chapter Three، برای اندروید در ۳ ژوئن ۲۰۲۱ منتشر شد.
این بازی با یک برش شروع می‌شود که بازیکن را نشان می‌دهد که وارد یک عمارت می‌شود. پس از وارد شدن بازیکن به عمارت، دروازه قفل می‌شود. اندکی بعد، پدربزرگ از راه می‌رسد و با سلاح ساچمه‌زنی جدید خود به بازیکن شلیک می‌کند، و سپس بازی شروع می‌شود.
بازیکن برای فرار از عمارت پنج روز فرصت دارد، درست مثل دو بازی اول. بازیکن برای جمع‌آوری کلیدها و اشیای دیگر برای فرار باید با موانع سخت زیادی روبرو شود. این بازی با دو بازی اول متفاوت است، زیرا نه تنها مادربزرگ و پدربزرگ هر دو بازیکن را شکار می‌کنند، بلکه اسلندرینا از سری اسلندرینا نیز هست، که بازی را ترسناکتر و دشوارتر می‌کند.
این بازی در حال حاضر در دستگاه‌های آی‌اواس و اپل در دسترس نیست، زیرا شرکت اپل این بازی را «هرزنامه» می‌داند زیرا همان‌طور که دی‌وی‌لوپر در توییتر ذکر کرده‌است، این بازی بسیار شبیه به سایر بازی‌های مادربزرگ است، از ژوئن ۲۰۲۱، تا زمانی که اپل اجازه ندهد، برنامه‌ای برای انتشار مادربزرگ ۳ در آی‌اواس وجود ندارد.